# Jesper Kunde
Jesper Kunde (født 5. februar 1957) er en dansk erhvervsmand, som er administrerende direktør og stifter af Kunde & Co.
Kunde er uddannet cand.merc. fra Handelshøjskolen i Århus, og var 1983-85 produktchef i Carlsberg. 1985-88 var Kunde marketingansvarlig i LK og stiftede i 1988 Kunde & Co.